# Neuroxena lasti
Neuroxena lasti är en fjärilsart som beskrevs av Rothschild 1910. Neuroxena lasti ingår i släktet Neuroxena och familjen björnspinnare. Inga underarter finns listade i Catalogue of Life.

## Bildgalleri

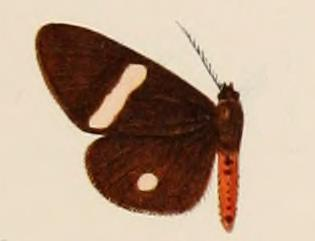
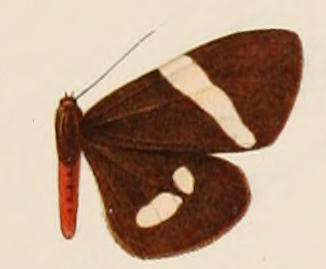